# Szirmai Vilmos
Szirmai Vilmos, született Süssmann, névvariánsa: Szirmay (Csobaj, 1890. szeptember 24. – 1944) magyar színművész.

## Élete
Süssmann Ármin és Ausspitz Lina gyermekeként született Csobaj községben. Pályáját varietékben, mulatókban kezdte, majd 1914 és 1920 között a Royal Orfeum tagja volt. 1920 őszén Doktor János javaslatára az újpesti Blaha Lujza-Színházhoz szerződött, ahol nem csak komikus szerepekben, hanem klasszikus művekben is nagy sikereket ért el. 1922-től a Budai Színkör, 1923-24-ben Sebestyén Géza társulatában Miskolcon és Budán, 1924-25-ben a Városi, 1926-ban a Fővárosi Operettszínházban szerepelt. 1926-27-ben Szegeden, a következő évadban Debrecenben, 1928-29-ben Sebestyén Mihály miskolci társulatában játszott. 1929-től a Komédia Orfeum, 1930 és 1932 között a Steinhardt Színpad tagja és rendezője volt. 1932-ben a Fővárosi Operett-, 1932-33-ban a Modern Kabaréban, 1933-34-ben a Budai Színkörben, 1933-ban a Kamara, 1934-től a Városi, a Bethlen téri, illetve Erdélyi Mihály színházaiban lépett fel. 1936-ban a Kamara, 1937-ben a Művész, 1938-ban a Városi, 1940 nyarán Kispesten Inke Rezső társulatában, majd a zsidótörvények következtében csak az OMIKE Művészakció színpadán játszhatott. További sorsa ismeretlen. Prózai és zenés művek jellemfiguráit formálta meg.

## Szerepei

### Főbb színházi szerepei
- Szigligeti Ede: Cigány – címszerep
- Shakespeare: Hamlet – Polonius
- Ibsen: A vadkacsa – Ekdal
- Zeller: A madarász – Csörsz báró
- Szigligeti Ede: Mravcsák – Tolonc
- Tóth Ede: A falu rossza – Gonosz Pista
- Herczeg Ferenc: Ocskay brigadéros – Szörényi
- Szultán – Rettenetes basa
- Csiky Gergely: Nagymama – báró Örkényi
- Arany kakas – Daxelmayer

### Filmszerepei
- Lavina (1921) – Bilek, cseh hivatalnok
- Az aranyember (1936) – Brazovics inasa